# Kalajärvi (sjö i Finland, Lappland)
Kalajärvi är en sjö i Finland. Den ligger i kommunen Pello i landskapet Lappland, i den norra delen av landet, 700 km norr om huvudstaden Helsingfors. Kalajärvi ligger 168,3 meter över havet. Arean är 6,8 hektar och strandlinjen är 1,02 kilometer lång. Sjön  ingår i Torne älvs huvudavrinningsområde. 